# Charles Krug (homme politique)
Ne doit pas être confondu avec Charles Krug.
Paul Charles Krug (Strasbourg, 6 janvier 1872 - Paris 7e, 7 octobre 1947) est un homme politique français, qui fut maire de Besançon entre 1919 et 1925.

## Biographie
Charles Krug est originaire d'Alsace, où son père est fabricant de choucroute. Après des études de droit à Nancy dont la thèse en 1899 porte sur féminisme et droit civil français, il s'installe comme notaire en 1931 à Besançon. Conseiller municipal radical-socialiste, il est élu maire du  12 décembre 1919 au 16 mai 1925,. La municipalité est alors éclatée entre radicaux, socialistes, et conservateurs. Décédé à Paris en 1947, l'ancienne rue des Noyers est rebaptisée en son honneur.
Une rue de Besançon (dans le quartier des Chaprais) porte le nom de Charles Krug.